# V8 Supercar 2002
V8 Supercar 2002 vanns av Mark Skaife, som tog sin tredje titel i rad, vilket visade sig bli hans sista titel.

## Delsegrare
| Bana             | Vinnare         | Märke  | Tvåa           | Märke  | Trea            | Märke  |
| ---------------- | --------------- | ------ | -------------- | ------ | --------------- | ------ |
| Adelaide         | Mark Skaife     | Holden | Greg Murphy    | Holden | Steven Richards | Holden |
| Phillip Island   | Mark Skaife     | Holden | Todd Kelly     | Holden | Paul Radisich   | Ford   |
| Eastern Creek    | Mark Skaife     | Holden | Marcos Ambrose | Ford   | Craig Lowndes   | Ford   |
| Hidden Valley    | Mark Skaife     | Holden | Jason Bright   | Holden | Greg Murphy     | Holden |
| Canberra         | Mark Skaife     | Holden | Todd Kelly     | Holden | Craig Lowndes   | Ford   |
| Barbagallo       | Jason Bright    | Holden | Greg Murphy    | Holden | David Besnard   | Ford   |
| Oran Park        | Mark Skaife     | Holden | Jason Bright   | Holden | Marcos Ambrose  | Ford   |
| Winton           | Jason Bright    | Holden | Todd Kelly     | Holden | Marcos Ambrose  | Ford   |
| Surfers Paradise | Jason Bargwanna | Holden | Craig Lowndes  | Ford   | Greg Murphy     | Holden |
| Pukekohe         | Greg Murphy     | Holden | Todd Kelly     | Holden | Marcos Ambrose  | Ford   |
| Sandown          | Marcos Ambrose  | Ford   | Greg Murphy    | Holden | Mark Skaife     | Holden |

## Endurancerace
| Bana          | Vinnare             | Märke  | Tvåor               | Märke  | Treor              | Märke  |
| ------------- | ------------------- | ------ | ------------------- | ------ | ------------------ | ------ |
| Ipswich 500   | Besnard / Willis    | Holden | S Richards / Ingall | Ford   | Tander / Bargwanna | Holden |
| Bathurst 1000 | Skaife / J Richards | Holden | S Richards / Ingall | Holden | Bright / Mezera    | Holden |

## Slutställning
| Plats | Förare          | Märke  | Poäng |
| ----- | --------------- | ------ | ----- |
| 1     | Mark Skaife     | Holden | 2227  |
| 2     | Greg Murphy     | Holden | 1569  |
| 3     | Marcos Ambrose  | Ford   | 1498  |
| 4     | Jason Bright    | Holden | 1459  |
| 5     | Todd Kelly      | Holden | 1345  |
| 6     | Steven Richards | Holden | 1310  |
| 7     | Craig Lowndes   | Ford   | 1051  |
| 8     | David Besnard   | Ford   | 988   |
| 9     | Russell Ingall  | Holden | 973   |
| 10    | Garth Tander    | Holden | 885   |